# Ореховец (Костањевица на Крки)
Ореховец (словен. Orehovec) је насељено место у општини Костањевица на Крки, Посавска регија, Словенија.

## Историја
До територијалне реорганизације у Словенији био је у саставу старе општине Кршко.

## Становништво
У попису становништва из 2011. године, Ореховец је имао 226 становника.
| Број становника према пописима | Број становника према пописима | Број становника према пописима |
| ------------------------------ | ------------------------------ | ------------------------------ |
| 1991                           | 2002                           | 2011                           |
| 233                            | 229                            | 226                            |

Напомена: Године 2006. умањено за део насеља који је припојен насељу Костањевица на Крки. Године 2011. извршена је мања размена територија између насеља Глобочице при Костањевици, Долшце и Ореховец.